# Badics József
Alistáli és szentkirályszabadjai Badics József Károly Endre (Budapest, 1900. február 20. – Budapest, 1945. május 5.) magyar agrármérnök, mezőgazda, közgazdász, egyetemi oktató, 1937-től haláláig a Magyar Mezőgazdasági Múzeum igazgatója.

## Családja
Apja: alistáli és szentkirályszabadjai Badics Ferenc irodalomtörténész (Székesfehérvár, 1854. augusztus 27. – Budapest, 1939. július 18.), akadémikus, királyi tanácsos. Anyja: puchói Horváth Jolán (Fót, 1864. március 12. – Budapest, 1940. október 3.)
Felesége: Leopold Éva Lívia Mária (Szekszárd, 1905. október 20 – San Francisco, 1992. január 17.) Leopold Lajos és Jacobi Lívia (1880–1962) leánya. Házasságkötésük 1928-ban volt.
Két gyermekük született: Lívia és Ágota.
Egy ideig Budapesten az úgynevezett Stern-palotában (VI. kerület, Andrássy út 10., Révay utca 13–15., Dobó utca 2.), később a Budapest, I. ker. Tárnok utca 2. szám alatt volt a lakhelye.

## Életútja
1922-ben végzett a magyaróvári Gazdasági Akadémián mezőgazdászként, majd a budapesti tudományegyetem közgazdaság-tudományi karának mezőgazdász szakán tanult, mezőgazdaság-tudományi doktori oklevelét 1927-ben nyerte el summa cum laude minősítéssel.
1928-ban kötött házassága után apósa, Leopold Lajos ösztönzésére külföldi tanulmányútra ment. Járt Angliában, Belgiumban, Németországban, Svájcban. Ez idő alatt 1928–1929-ben a zürichi műszaki egyetemen üzemtani és agrárpolitikai előadásokat hallgatott. Egy évig a világhírű mezőgazdasági üzemtanár, Ernst Laur professzor mellett dolgozott a zürichi egyetemen és az ugyancsak Laur elnöksége alatt 1897-ben Bernben létrejött, majd 1900-ban Brugge-be költöző Svájci Gazdasági Egyesület melletti intézetben, a Schweizerischer Bauernsekretariatban (Laur professzor intézetében) kutatómunkát végezve elsajátította a számtartás-statisztikát. Még e két évből tartósan félévet töltött mezőgazdasági tanulmányokkal Angliában is.
1923 végétől gyakornok, majd 1925. október 1-től 1933. október 1-ig fizetéses tanársegéd volt a budapesti tudományegyetem közgazdaság-tudományi karán, majd ettől kezdve – átszervezés után ugyanitt 1934-től a József Nádor Műszaki és Gazdaságtudományi Egyetem Mezőgazdasági Üzemtani Intézetében – már fizetéstelen adjunktus volt 1937. június 11-ig. 
Előbb tanára, később hivatali főnöke, Nagypataky (Reichenbach) Béla (1887–1960) nagyra értékelte munkáját, és bevonta az üzemtani és számtartási kérdésekkel kapcsolatos, valamint a kisgazdaságok belterjességét elősegítő statisztikai munkákba. 1937-től a Földművelésügyi Minisztérium (FM) mezőgazdasági kísérletügyi I. osztályú főadjunktusává, s egyúttal a Magyar Mezőgazdasági Múzeum igazgatójává nevezték ki.
Üzemgazdasággal, a mezőgazdaság jövedelmezőségi viszonyaival foglalkozott. Különösen nagy polémiát váltott ki tanársegédként a Köztelekben 1928-ban megjelent „Mezőgazdaságunk vámterhe” című írása, mellyel kapcsolatban az ipar legjelentősebb képviselői szólaltak meg a Honi Ipar 1928. évi évfolyamában.
Gyakorlati gazda is volt. Aranyéremmel kitüntetett mintagyümölcsössé fejlesztette a Veszprém vármegyei Tótvázsony melletti Cservölgyben a felesége révén tulajdonukká vált úgynevezett Cseri kastélyt és a mellette lévő gazdaságot. „A Badics család otthonául szolgáló épület ekkor garázzsal, úszómedencével és teniszpályával egészült ki, amely a mai napig használatban van.” Az 1923-ban egy belga társaság által telepített, több száz holdas gyümölcsöst kísérleti gazdaságként üzemeltette, kiállításokon jelent meg terményeivel és a környező települések lakosságának munkaalkalmat teremtett.  
A Haszonbérbeadó Földtulajdonosok Országos Egyesülete ügyvezetőjeként 1936 júniusától az Országos Mezőgazdasági Kamarába delegált tag volt. Mint okleveles gazda, a budapesti királyi törvényszék, a székesfővárosi árvaszék és az Országos Hitelvédő Egylet hites mezőgazdasági szakértője. 1936-tól a „Darányi Ignác" Agrártudományos Társaság (Agrárakadémia) levelező tagja.
Az 1929-ben létesült International Conference of Agricultural Economists 1933-ban megalakult Magyar Csoportjának tagja volt.
A pihenőhelyként használt „Cseri-kastély” és major állandó vendége volt a Bajcsy-Zsilinszky Endre vezetésével a II. világháború végén alakult ellenállás egyik alakja, Kiss János altábornagy, aki Badics személyes barátja volt, és Bajcsy-Zsilinszky Endre is. Később pedig menekültként itt rejtőzködött, Badics József feleségének öccse, a kikeresztelkedett, de a zsidótörvények és gettósítás alól nem mentesülő Leopold Lajos és neje 1944 telén, akik korábban szoros barátságban voltak Babits Mihállyal és Török Sophie-val.
Kiss János altábornagy oldalán részt vett a nemzeti ellenállási mozgalomban, akinek kivégzése nagyon megrázta. Budán az I. kerület Tárnok utca 2. szám alatti otthonát bombatalálat rontotta a földig. „A felrobbantott hidak híján, csónakon menekült családjával a Dunán át Pestre, s a mezőgazdasági múzeum romjai közt keresett menedéket.” 1945. május 5-én önkezűleg vetett véget életének.
„Dr. Badics József, a Mezőgazdasági Múzeum igazgatójának tragikus halála. Dr. Badics József, a városligeti Mezőgazdasági Múzeum kiváló igazgatója 45 éves korában Budapesten tragikus körülmények között elhunyt. Badics évek óta benső baráti viszonyban volt a vértanúhalált halt vitéz Kiss János vezérezredessel, aki évek hosszú sora óta feleségével együtt Badicsék tótvázsonyi otthonában töltötte a nyarat. Kiss János Badiccsal együtt szőtte a Magyar Ellenállási Mozgalom részletes terveit s mikor Bajcsy-Zsilinszky Kiss Jánost kérte fel a mozgalom katonai megszervezésére, Kiss János Badicsra bízta a polgári résztvevőkkel való kapcsolat megteremtését. Mikor Kiss Jánost üldözőbe vették a nyilasok és a Gestapo pribékjei, őt és feleségét egy héten át éjjel-nappal Badicsék rejtegették életük kockáztatásával. Attól a perctől kezdve, hogy Kiss Jánost kivégezték, Badicson súlyos melankólia vett erőt, s nem tudott többé szabadulni sötét gondolataitól. Badics tragikus halálának hirét városszerte osztatlan részvéttel fogadták. Temetése május 9-én d.u. 1/2 3 órakor lesz a Kerepesi úti temető halottasházából. (MTI)”
Sírja a Farkasréti temetőben a 43. Akadémiai parcella 617-es jelű fülkék („C”) 72. szám alatt található.

## Művei
A Pester Lloyd mezőgazdasági mellékletének és a Gazdasors c. lapnak szerkesztője. Publikált a Nemzeti Újságban, a Mezőgazdasági Közlönyben (önálló cikkeit lásd lent, és könyvismertetéseket), írásai német nyelven is megjelentek.
- Az áralakulás a magyar mezőgazdaságban, mint a jövedelmezőség egyik tényezője 1913–1925-ig. Disszertációja. Budapest, 1926, Kézirat. 145 p. 30 cm
- Mezőgazdaságunk vámterhe. Köztelek, 1928. március 25. 554–556. oldalak
- Az áralakulás hatása a mezőgazdaság jövedelmezőségére az 1913–1925. években. Budapest, 1929, Hornyánszky. 35 p. 27 cm. /Különlenyomat a Magyar Statisztikai Szemléből/
- Az üzemstatisztika szerepe az agrárpolitikában. – Svájci benyomások. /Különlenyomat és Mezőgazdasági Közlöny, 1928–1929. 11. szám, 1–14. oldalak/
- Badics [József] Josef: Die neuere Preisgestaltung in der Landwirtschaft. Budapest, 1929, Verf. 18 p. 23 cm.
- Mezőgazdasági számtartási rendszerek. (Laur egyszerű számtartási rendszere). Budapest, 1930, Pátria. 11 p. 26 cm. /Különlenyomat és Mezőgazdasági Közlöny, 1930. 1. szám, 1–12. oldalak/
- Az agrár-búza. Budapest, 1930.
- Az agrár-Svájc. Üzemi és gazdaságpolitikai tanulmányok. Budapest, Pátria 1930. 48 oldal
- Svájc agrárpolitikája. Budapest, 1930, Pátria. 48 p. 26 cm.  (Különlenyomat és Mezőgazdasági Közlöny, 1930. 4. szám, 169–186. oldalak/
- Badics [József] Josef: Die Anpassung der ung. Landwirtschaft an die veränderte Marktlage. Budapest, 1932, Verf. 27 p. 23 cm. /Különlenyomat az Ungarisches Wirtschafts-Jahrbuch-ból/
- Irányított mezőgazdaság. Budapest, 1934, Légrády ny. 16 p. 23 cm. /Különlenyomat és Közgazdasági Szemle, 1934. 153–167. oldalak/
- Badics József – Czeider István: Vagyonértékelés és tisztajövedelem. Budapest, 1934, Pátria. 10 p. 26 cm. /Különlenyomat és Mezőgazdasági Közlöny, 1934. 6–7. szám, 291–298. oldalak/
- Szerves birtokpolitika. Budapest, 1935, Athenaeum. 11 p. 26 cm. /Különlenyomat és Magyar Szemle, 1935. 4. szám, 297–307. oldalak/
- A földhaszonbérlet üzemi és nemzetgazdasági jelentősége. Budapest, 1940, Pátria ny. 10 p. 27 cm. /Különlenyomat és Mezőgazdasági Közlöny, 1940. 11. szám, 333–340. oldalak/
- Ábrázolt agrárpolitika. Budapest, 1941, Pátria ny. 5 p. 26 cm. /Különlenyomat a Mezőgazdasági Közlönyből/